# Trastevere Calcio
Il Trastevere Calcio A.S.D. a.r.l., meglio noto come Trastevere, è una società calcistica italiana con sede nella città di Roma, rappresentativa del rione romano di Trastevere. Milita in Serie D, la quarta divisione del campionato italiano.
Fondato il 1º settembre del 1909 da Enrico Franco, nei primi anni di vita il club si dedica al ciclismo e al podismo. Affiliato in FIGC dal 1925, non essendo una società di massima serie il Trastevere scamperà alle varie fusioni di squadre di calcio ordinate dal Partito Nazionale Fascista, ai fini di una semplificazione della geografia del calcio nelle grandi città, e conserverà la sua originaria denominazione, non confluendo nella neonata A.S. Roma.
Durante gli anni della seconda guerra mondiale, il Trastevere ha disputato i campionati romani di guerra; una volta terminato il conflitto, si iscrive al campionato 1945-1946 di Serie C.
Nella successiva annata si fonde con l'Albala nell'Albalatrastevere, il quale viene ammesso in Serie B senza riuscire a mantenere la categoria.
Dal 1952 al 1968 l'Albatrastevere disputa campionati regionali; nel 1969 la società si scioglie e la rappresentativa trasteverina viene rifondata con il nome S.S. Trastevere, disputando campionati di Promozione e Prima Categoria. Nel campionato 1979-1980 viene aggiunto alla denominazione l'acronimo S.M.I.T.., con il quale si avvierà un periodo di gran cura del settore giovanile.
Nel 1987 la squadra riprende la tradizionale denominazione di "Trastevere" ma nel 2002, per motivi economici, dovrà interrompere l'attività calcistica.
Nel 2012, grazie ad un gruppo di amici e con il nome di A.S.D. Trastevere, riprende a disputare stabilmente i campionati, obbligatoriamente dalla Terza Categoria; per la stagione successiva acquisisce il titolo sportivo dell'A.S.D. Maccarese e in quella seguente quello del Ciampino, arrivando dunque in Eccellenza, dove si classificherà al primo posto già alla prima stagione, approdando così in Serie D.
La squadra ha come colori sociali l'amaranto e il bianco e come simbolo una testa di leone, simile allo stemma storico del rione romano di Trastevere.
Il campo di gioco è il Trastevere Stadium che ha una capienza di 1 213 posti a sedere, distribuiti su un'unica tribuna composta da gradoni in cemento e una piccola copertura nella parte centrale. Il settore ospiti si trova nella parte laterale nord ovest della tribuna.
Storicamente nel calcio capitolino, il Trastevere ha disputato 19 "derby" con la Roma e ben 28 partite con la Lazio, tra il 1925 e il 2023.

## Storia

### Gli inizi (1909-1925)
La fondazione della Società Sportiva Trastevere risale al 30 agosto 1909 e fino al 1925 è dedita al calcio ma soprattutto al podismo e al ciclismo: ne facevano parte, infatti, noti atleti del tempo come Ettore Blasi, Silla del Sole, Franceschi, marciatore e corridore e Orlando Cesaroni; la pratica del calcio, invece, era poco documentata. Tra il 1909 e i primi anni venti, infatti, si parla goliardicamente anche di Trastevere Bagarozzo FC, ovvero una squadra formata da militari in licenza dal fronte della prima guerra mondiale, che sporadicamente giocavano al calcio per le vie del rione, anche se già tra il 1916 e il 1918 essa risulta attiva anche nel football. Poi dal 1925, col nome Trastevere F.C. si dedica soprattutto al calcio. È del 12 ottobre 1925 la data della prima partita amichevole con la Lazio III, terminata 3-3.

### Il Trastevere nel calcio
La prima affiliazione del Trastevere in FIGC è del 28 dicembre 1925 e la prima partita ufficiale è del 12 ottobre 1925 con la S.S. Lazio terminata 3-3.
In tutta Italia il Partito Nazionale Fascista, per semplificare la geografia del calcio nelle grandi città, impose molte fusioni, anche a scopo di propaganda ma il Trastevere, come la S.S. Lazio non ne sarà coinvolto.
Nel gennaio 1926, il Trastevere s'iscrive al girone B del campionato di IV Divisione.
Il torneo, vedrà il F.C. Trastevere battersi con l'Audace Genazzano e il C.S. Italico in gare di andata e ritorno.
Il 2 maggio 1926, al campo dell'Olmo, contro l'Audace Genazzano, arriverà la prima rete ufficiale dei trasteverini e la prima vittoria sarà del 6 giugno 1926 con il C.S. Italico.
La sede della società è, a quel tempo, in via Anicia nello stesso rione di Trastevere.Nel campionato 1925-1926 il Trastevere parte dalla IV divisione e gioca sul campo Dell'Olmo: alla fine della stagione conquista subito la promozione in Terza Divisione. Nel campionato 1926-1927 si classifica al 7º posto.
Nella successiva stagione 1927-1928 il Trastevere vince il campionato di 3ª Divisione con un solo punto sul Salario ed è promosso in Seconda Divisione.
Per un riassetto dei campionati nella stagione 1928-1929 il Trastevere è iscritto al campionato di Prima Divisione Sud (girone A).
Ormai la squadra ha un considerevole seguito di tifosi tanto che per la prima trasferta a Tivoli la quota di partecipazione va dalle 2,20 lire a 15,50 lire. La società che ormai è famosa si trasforma in polisportiva con sezione podistica, ciclistica, atletica e sollevamento pesi.
Il campionato di Prima Divisione Sud è vinto dal Cagliari che supera di ben 8 punti la Ternana, 2ª classificata; quinto il Trastevere con 25 punti, 10 vittorie, 5 pareggi e 7 sconfitte, 40 gol fatti e 24 subiti. Il 25 novembre 1928 affronta in nave la lunga trasferta a Cagliari dove perde per 1-0.
Però, nonostante l'ottimo 5º posto, per un nuovo riassetto dei campionati il Trastevere subisce un'incredibile retrocessione.
Nel 1929-1930 il Trastevere partecipa e vince il campionato di Seconda Categoria ULIC e viene promosso in I Categoria (girone D) ove si classifica al 2º posto dietro la Fortitudo.

### 1930-1942: i primi successi
Al termine del campionato 1930-1931 il Trastevere, pur mancando la Targa Arpinati, vinta dalla Ardita, conquisterà la finale di categoria B contro l'Artiglio.
Il 21 settembre del 1931, il Trastevere vince contro il Testaccio la Coppa Marchese Pellegrini.
Nella stagione successiva è in finale di Prima Categoria ULIC vincendola l'8 maggio 1932 e laureandosi così campione ULIC 1931-1932.
Nel 1932-33 il Trastevere milita in III DIVISIONE  arrivando ultima con 5 punti dietro alla Pontecorvese e all’US Savoia il campionato lo vinse la A.S. ROMA  a pari punti col Bellator Frosinone come da documento ufficiale  FIGC nr.42 del  11 luglio 1933-XI.
L'anno dopo la squadra ripeterà il trionfo nella Seconda Categoria ULIC vincendo anche questo campionato in uno spareggio a tre contro l'Urbe e la De Micheli.
Al termine del campionato 1935-1936 la squadra passa in Prima Divisione in cui militerà per ben nove stagioni, fino al 1943, sfiorando la Serie C nella stagione 1937-1938; in quel campionato, tra le file del Trastevere, gioca come difensore Paolo Jacobini, futuro campione d'Italia con la Roma nel 1941-1942, squadra nella quale vanterà ben 132 presenze.
Il 3 settembre 1939 viene disputata l'amichevole celebrativa dei primi 30 anni di fondazione dell'A.S. Trastevere, Trastevere-S.S. Lazio, terminata 2-5.

### 1942-1945: i campionati durante la guerra
Dopo l'armistizio dell'8 settembre 1943 e la successiva occupazione tedesca della città di Roma, il campionato inizia solo il 5 dicembre 1943: si gioca anche il giorno di Natale, mentre Totò recita al Teatro Sala Umberto. Il Trastevere gioca con l'Avia alle ore 10:15 e l'incontro termina 3-3.
Nella stagione 1943-1944, il Trastevere partecipa al torneo misto organizzato dal Direttorio XI zona Lazio: le partite si disputeranno solo di mattina a causa del coprifuoco imposto dalla guerra.
Il 27 febbraio 1944 la gara Trastevere–Elettronica viene sospesa nel corso della ripresa a causa dell'allarme aereo.
Nel pomeriggio di giovedì 23 marzo 1944 ha luogo l'attentato di Via Rasella, condotto dai Gruppi di Azione Patriottica (G.A.P.) contro un reparto delle truppe d'occupazione tedesche e, il giorno successivo, l'efferato eccidio delle Fosse Ardeatine.
Domenica 26 marzo, alle ore 10:30 c'è il derby Trastevere-A.S. Roma presso il Campo Rondinella e l'incontro terminerà 1-7 per i giallorossi: i giornali dell'epoca danno forte risalto alla partita, quasi ignorando il massacro compiuto neppure due giorni prima, a conferma di come, al tempo, il calcio fosse utilizzato dal regime come valido strumento di distrazione dell'opinione pubblica.
L'ultima partita di guerra è S.S. Lazio-Trastevere del 28 maggio 1944. Una settimana più tardi, il 4 giugno 1944, la città di Roma sarà liberata dagli Alleati.

Il campionato è vinto dalla S.S Lazio con un punto sulla A.S. Roma e il Trastevere si classifica ultimo.
Il 23 luglio 1944, quasi tutte le società sportive romane, tra cui il Trastevere aderiscono all'iniziativa promossa dalla sezione calcistica Lazio per rendere omaggio ai Martiri della Fosse Ardeatine, partecipando a un corteo dalle Terme di Caracalla al luogo dell'eccidio.
La stagione successiva (1944-1945) vede il Trastevere conquistare il quarto posto nella Coppa Città di Roma, anche grazie a una rosa rinforzata.
Sotto la presidenza di Ercoli, infatti, vengono ingaggiati due campioni d'Italia del 1942, nonché ex romanisti: Renato Cappellini e Aldo Donati, quest'ultimo anche campione d'Italia con il Bologna, nonché campione del mondo 1938, Archimede Nardi, già portiere della A.S. Roma e anche della S.S. Lazio.
Non solo, nel 1945 vengono anche acquistati Giorgio Barsanti (attaccante ex Cremonese e campione d'Italia nel 1940 con l'Ambrosiana-Inter) e Giuseppe Viani, detto Gipo, giocatore con 283 presenze in serie A e già campione d'Italia con l'Ambrosiana nel 1929-1930: da allenatore, vincerà poi due campionati d'Italia alla guida del Milan e due campionati di Serie B con la Salernitana e con la Roma.
A coronamento del progetto di rafforzamento della squadra voluto dai presidenti Ercoli e, soprattutto Guido Ferretti, arrivano nel 1946 nuovi giocatori, tra i quali Luigi Vettraino (che realizzerà 11 reti) e il Trastevere otterrà un quarto posto che gli permetterà, assieme all'Italia Libera e all'Alba di poter accedere alla Serie B nella stagione 1946/1947. Assieme all'Italia Libera, il Trastevere viene incorporato dalla concittadina Alba nell'Unione Sportiva Albalatrastevere.

### 1968-1979: la fine dell'era Albatrastevere e gli anni vincenti della S.S. Trastevere
La fine dell'era dell'Albatrastevere non segna la scomparsa del calcio dal rione romano. Infatti, già dal campionato 1968-1969, scioltosi il club bianco-verde, la società viene rifondata con il nome S.S. Trastevere: sotto la guida del presidente Alfredo Ventura conquisterà ottimi risultati: dopo il secondo posto del 1969 e il quarto del 1970, il Trastevere è ancora secondo nel 1971 e 1972, mentre nel 1973 vince il campionato di Seconda Categoria.
Nella stagione 1975-1976 ancora un secondo posto: in tale annata si ricorda anche l'amichevole del 20 febbraio 1975 con la Roma di Liedholm.
Per la stagione successiva il Trastevere viene ripescato e ammesso al campionato di Promozione, riconquistandola così dopo quasi vent'anni. Dopo una stagione in I Categoria, torna in Promozione nel campionato 1978-1979, anno in cui si inserisce a pieno titolo nella lotta per la Serie D.

### Gli anni '80 della SMIT Trastevere e il tesseramento di Francesco Totti
Negli anni '80 dalla S.S. Trastevere si passa alla SMIT Trastevere (acronimo della basilica romana di Santa Maria in Trastevere) che vincerà il campionato di III Categoria '79/'80.
Nella stagione 1982-1983, la SMIT Trastevere milita nel girone D della Terza categoria. L'anno dopo con il nome di Amor Trastevere, la squadra partecipa al campionato di Prima Categoria giocando sul campo Ottavilla, ovvero quello che poi si chiamerà Vittorio Bachelet e oggi Trastevere Stadium.
Il 24 ottobre 1985, Santino Fortino, dirigente di lungo corso della Smit Trastevere tessera un bambino di nove anni col numero di tessera 097264: il suo nome è Francesco Totti, futura stella del calcio romano e italiano. Qui Totti, con maglia bianco amaranto, disputa il suo primo campionato dilettantistico, giocando due anni sotto età nel campionato esordienti per poi passare nel 1986 alla Lodigiani e nel 1989 alla Roma, maglia che non ha più lasciato e con cui ha vinto un Campionato Italiano (2000-2001), due Supercoppe italiane e due Coppe Italia, oltre che aver collezionato numerosi record, tra cui, il maggior numero di partite ufficiali con la maglia della Roma (786) e gol realizzati (307).
Seguiranno poi, col nome di S.S. Trastevere, anni di partecipazione alternate tra la I Categoria (dall'86 all'88) e la Promozione ('88-'90), categoria in cui ritornerà anche nelle stagioni 91/92 e 92/93 col nome di Urbe Trastevere.

### Gli anni '90 e la fine dell'attività del 2002
Negli anni '90 il Rione di Trastevere è rappresentato dalla SMIT Trastevere che allestisce squadre di allievi provinciali, giovanissimi provinciali, esordienti e pulcini e solo occasionalmente partecipa a campionati federali.
Nella stagione 1995-1996 partecipa al girone A della III Categoria, concludendolo al quartultimo posto.
Tra il 1996 e il 2000 la Smit si occuperà solo del settore giovanile. Riapparirà in III categoria, girone B nella stagione 1999-2000, chiuso all'ottavo posto.
Al termine della stagione 2001-2002 la SMIT interromperà l'attività calcistica per problemi economici.

### La rinascita dell'A.S.D. Trastevere con la presidenza Betturri
Nel 2012 un gruppo di amici trasteverini (Daniele Di Maggio, Marco Meogrossi, Mirko De Giovanni, Enrico Soldi e Gabriele Gori), decide di riportare il calcio nel rione trasteverino. Tra le file dei giocatori c'era Flavio Betturri che propose di mettere come presidente il papà (attuale presidente)
Viene così rifondata la F.C. Trastevere (col nome dell'originaria squadra del 1925) che sotto la guida tecnica del mister Gabriele Gori, partecipa al campionato 2012-2013 ripartendo obbligatoriamente dalla III Categoria, girone C: alla fine della stagione la squadra otterrà un discreto quinto posto.
Nell'estate 2013, il Trastevere rileva il titolo del Maccarese 1934 e ottiene così la possibilità di partecipare, dopo più di vent'anni, al campionato di Promozione Lazio col nome di A.S.D. Trastevere.
A fine stagione, il Trastevere assorbe la squadra del Ciampino e, sotto la guida tecnica di Sergio Pirozzi, disputa il campionato di Eccellenza per la stagione 2014/2015.
Quest'annata è ricca di soddisfazioni ed il Trastevere è in lotta per la promozione in serie D fino all'ultima giornata: il 3 maggio 2015 allo stadio “Aristide Paglialunga” di Fregene, ultima giornata di ritorno, il Trastevere batte lo Sporting Città di Fiumicino per 2-1 e conquista la promozione in Serie D.
Da segnalare in quella stessa stagione il contributo alla vittoria del campionato dell'attaccante Fabrizio Roberti, capocannoniere con 31 reti.

### La stagione 2015-2016
Nella stagione 2015-2016 viene confermato in panchina Sergio Pirozzi e il Trastevere è assegnato al girone G del Campionato di Serie D, con altre otto squadre laziali (Rieti, Ostiamare, Viterbese, Albalonga, Flaminia, Astrea, Cynthia e San Cesareo), una toscana (il Grosseto) e otto sarde (Lanuesi, Torres, Olbia, Nuorese, Budoni, Polisportiva Arzachena, Castiadas e Muravera).
Al termine del campionato la squadra, che disputa un ottimo girone d'andata, termina undicesima con 40 punti.
Da segnalare a inizio stagione, il 1º agosto 2015, l'amichevole con il Frosinone, allora militante in Serie A, terminata 3-0 per i ciociari e il 6 settembre 2015 quella contro la Lazio terminata 6-0 per i biancocelesti.

### La stagione 2016-2017
Da questa stagione il Trastevere riceve ufficialmente, con tanto di logo sulle maglie, il patrocinio, unico al mondo, della Comunità di Sant'Egidio. La stagione 2016-2017 per il Trastevere Calcio inizia con la squadra affidata all'allenatore in seconda, Aldo Gardini, in quanto Sergio Pirozzi, sindaco di Amatrice, a causa del terremoto del 24 agosto 2016 dovrà necessariamente occuparsi della sua popolazione. Il 21 marzo 2017, comunque, gli verrà assegnata la panchina d'oro a Coverciano.
Il Trastevere Calcio è ora assegnato al girone H, assieme a squadre lucane, pugliesi e campane.
Nel dicembre 2016 viene presentato l'Annuario della squadra, presso il Trastevere Store di via della Lungaretta, nel cuore del Rione, alla presenza di numerose autorità sportive e istituzionali, tra cui monsignor Marco Gnavi in rappresentanza della Comunità di Sant'Egidio, ente patrocinante del Trastevere Calcio.
La squadra capitolina termina il torneo al secondo posto con 72 punti, a una sola lunghezza dal Bisceglie, e arriverà in finale di play off, sconfitta dalla Nocerina.

### La stagione 2017-2018
Nella stagione 2017-2018, il Trastevere Calcio, sempre sotto la guida di Aldo Gardini, torna ad essere inserito nel girone G "sardo-laziale".
La stagione si apre con il Trastevere impegnato, in casa, nel primo turno di Coppa Italia, contro la Reggiana, partita vinta per 1-2 dagli emiliani.
In Campionato la squadra arriverà quarta, con 62 punti, alle spalle di Rieti, Albalonga, SFF Atletico, arrivando poi fino alla finale dei play-off persa contro l'Albalonga per 3-1.
Da segnalare le 21 reti segnate dall'attaccante David Lorusso in 30 presenze complessive.
Nel corso del campionato, il Trastevere disputa un'amichevole in Corsica, con la squadra locale del Casinca, a coronamento dell'avvenuto gemellaggio tra le due squadre. Ciò anche in virtù dello stretto legame tra il Rione di Trastevere e la terra corsa. Infatti, a Roma per molti anni fu attiva la Guardia Corsa Papale, ovvero il corpo militare istituito nel 1603 da papa Clemente VIII con funzioni di guardia del pontefice e di milizia urbana e composto appunto unitamente da corsi.
Secondo la tradizione, poi, fu un pescatore corso, nel 1535, a rinvenire alla foce del Tevere, dopo una tempesta, la statua in legno di cedro della "Madonna fiumarola", in seguito donata ai Padri Carmelitani e ogni anno portata in processione durante la Festa del Rione di Trastevere, conosciuta come la "Festa de Noantri".

### La stagione 2018-2019
La stagione 2018-2019 vede in cambio di panchina con la squadra ora affidata a Fabrizio Perrotti che sostituisce Aldo Gardini, dimessosi nell'aprile 2018; il Trastevere, ancora una volta assegnato al girone G della Serie D con squadre sarde, laziali e campane, chiude la stagione in terza posizione a 75 punti alle spalle di Unione Sportiva Avellino 1912 e Lanusei, giunti a pari merito.

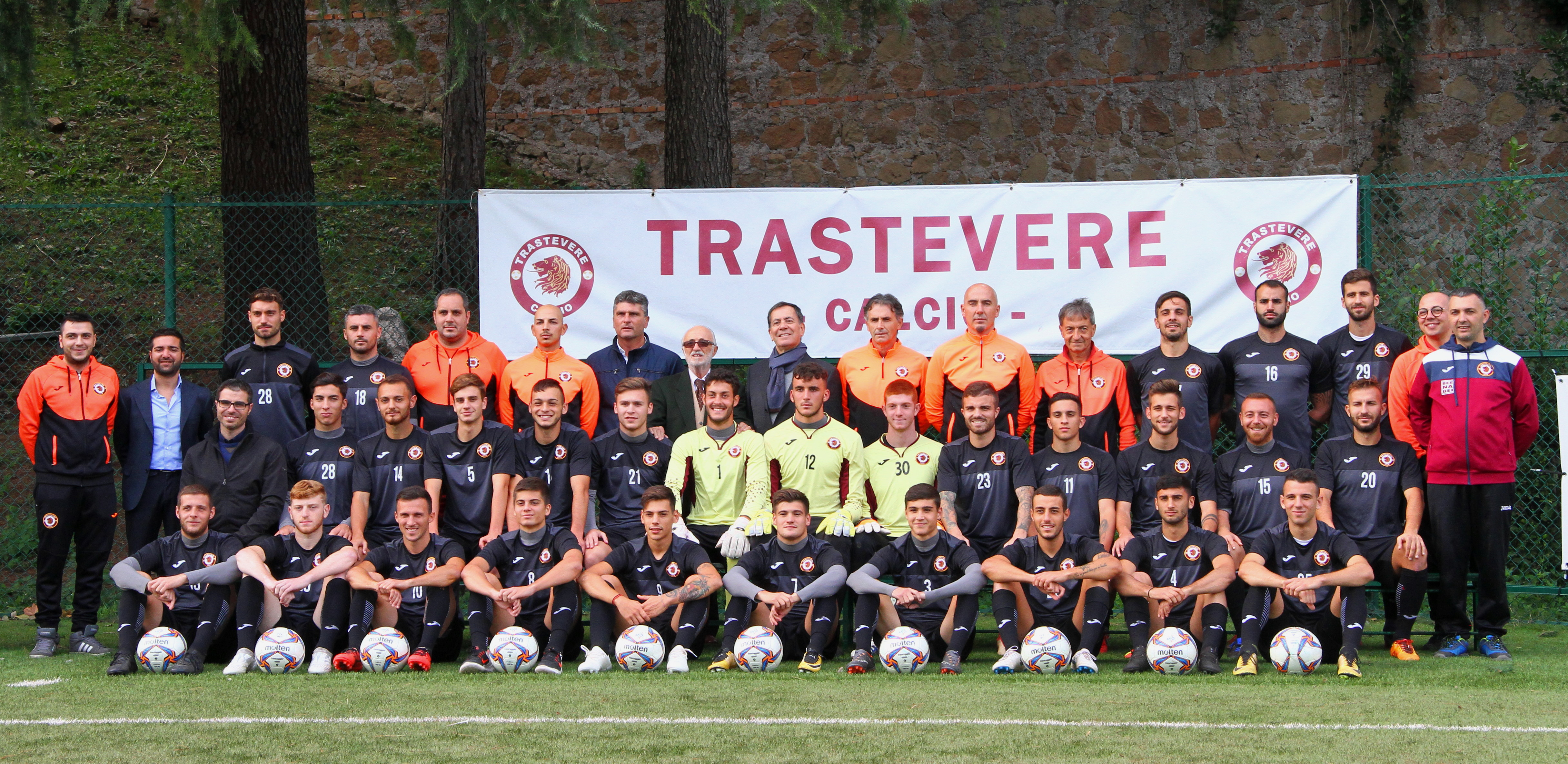
La rosa 2018-2019

Da ricordare la storica vittoria amaranto del 2 dicembre 2018 allo Stadio Partenio-Adriano Lombardi per 1-4 sugli irpini. In quell'occasione, il Trastevere scese in campo con il lutto al braccio per la scomparsa, avvenuta pochi giorni prima, del regista Bernardo Bertolucci, da sempre legato al Rione romano.

### La stagione 2019-2020

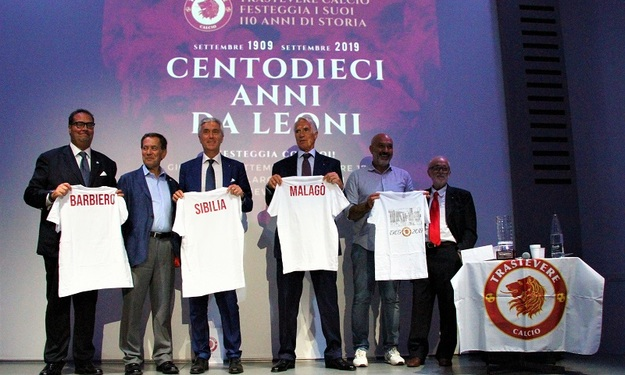
Festa per i 110 anni del Trastevere calcio. Da sinistra, il coordinatore LND avv. Luigi Barbiero, il presidente del Trastevere Pier Luigi Betturri, il presidente LND Cosimo Sibilia, il presidente del CONI Giovanni Malagò, Sergio Pirozzi e il vice presidente del Trastevere Bruno d'Alessio

La stagione 2019-2020 si apre con i festeggiamenti per i 110 anni di storia del club, tenutisi il 19 settembre 2019 presso il WE GIL di Via G. Induno a Roma, l’ex GIL, lo storico palazzo di Trastevere realizzato nel 1933 come sede della Gioventù Italiana del Littorio, alla presenza di diverse personalità del calcio tra cui il presidente del Coni Giovanni Malagò, e il presidente della LND, Cosimo Sibilia.
Il Trastevere milita ancora nel girone G della Serie D con squadre sarde, laziali e campane, tra cui la Turris e il Portici.
La stagione si apre con l'amichevole di lusso del 20 luglio 2019 a Trigoria contro la Roma, terminata 10-1 per i giallorossi.
Durante la pausa natalizia, il 30 dicembre 2019, gli amaranto affrontano, sempre in un'amichevole, un'altra squadra di Serie A, il Brescia di Mario Balotelli presso lo Stadio Giulio Onesti, incontro che si chiude sullo 0-6 per i lombardi.
La stagione si chiude il 10 marzo 2020, alla 26ª giornata, a seguito del decreto di sospensione di tutte le attività calcistiche emesso dalla FIGC, quale misura di prevenzione per il diffondersi della pandemia da COVID-19.
Nella penultima gara in casa della stagione, Trastevere-Cassino, avviene un fatto singolare: l'arbitro Francesco Cusumano di Caltanissetta si fa male ed è costretto a sospendere la contesa al 17º della ripresa sul punteggio di 2-0 per i romani.
Il Trastevere termina la stagione al quarto posto con 45 punti, dietro la Turris, prima, l'Ostia Mare e la Torres, centrando così per il quarto campionato consecutivo la qualificazione ai play-off.
Con conferenza stampa del 16 giugno 2020 viene ufficialmente annunciato il ritorno di Sergio Pirozzi, all'epoca consigliere regionale del Lazio, sulla panchina della prima squadra. Trattasi dell'unico caso in Italia che un consigliere regionale alleni una squadra di calcio di quarta serie.

### La stagione 2020-2021
Dopo quasi sei mesi di stop la stagione 2020-2021 del Trastevere ufficialmente prende il via il 23 settembre 2020 con il match Bari-Trastevere, per il primo turno della Coppa Italia nazionale, che termina 4-0 per i pugliesi. È la seconda partecipazione del Trastevere alla competizione, la prima nel 2017 con la Reggiana.
La squadra del rione è quest'anno assegnata al girone E della Serie D, con squadre laziali, umbre e soprattutto toscane, tra cui il Siena, la Pianese, la Sinalunghese, il Follonica Gavorrano e la Sangiovannese. Al termine della stagione gli amaranto si classificano secondi con 60 punti, dietro l'Aquila Montevarchi. Il 23 giugno 2021 al Trastevere Stadium i rionali vincono i play off imponendosi per 2-0 sullo Sporting Club Trestina, con doppietta di Fabrizio Roberti.

### La stagione 2021-2022
Nella stagione 2021-2022 il Trastevere viene assegnato al girone F, con squadre abruzzesi, molisane e campane (Alto Casertano e Matese) ed un'altra sola compagine laziale, l'Atletico Terme Fiuggi.
La squadra amaranto chiude per la seconda stagione consecutiva al secondo posto con 59 punti, alle spalle della Recanatese, dopo aver occupato la testa della classifica per buona parte del girone d'andata. Il 25 maggio, al Trastevere Stadium, i rionali battono 4-0 la Vastese e conquistano la finale play off da disputare in casa. Il 29 maggio, la Sambenedettese si impone per 2-1 e conquista la vittoria dei play-off del girone F.
In Coppa Italia Serie D, il Trastevere batte 3-0 l'Atletico Uri nel primo turno, ma si arrende in casa contro la Vis Artena nel secondo, cedendo 4-3 ai tiri di rigore dopo il 2-2 al termine dei novanta minuti.

### La stagione 2022-2023
La stagione 2022-2023 si apre con l'avvicendamento sulla panchina della prima squadra: Mauro Mazza non viene confermato e al suo posto viene nominato Franco Cioci, già vice allenatore amaranto e, nella passata stagione, alla guida della Juniores.
Il 9 luglio 2022, a Trigoria, il Trastevere torna a disputare un test di allenamento contro la Roma a tre anni di distanza. L'incontro termina 5-0 in favore dei giallorossi, con reti di Smalling, El Shaarawy, Shomurodov e Volpato, quest'ultimo autore di una doppietta.
Il Trastevere chiude la sua seconda stagione nel Girone F al terzo posto con 62 punti (il punteggio più alto raggiunto da una formazione laziale nella stagione di Serie D 2022/23), alle spalle di Pineto e Vigor Senigallia. L'attaccante Federico Alonzi e il centrocampista Daniele Crescenzo vincono la classifica marcatori del girone, insieme a Denis Pesaresi della Vigor Senigallia, con 13 reti.
Nei play-off, gli amaranto vengono eliminati in semifinale dal Fano, che il 14 maggio si impone al Trastevere Stadium con il punteggio di 2-1.
In Coppa Italia di Serie D, il Trastevere raggiunge i sedicesimi di finale. Dopo aver battuto in trasferta il Montespaccato (1-0) e in casa la Flaminia (2-1), i rionali cadono sul campo della Puteolana perdendo 1-0.

### La stagione 2023-2024
Nella stagione 2023-2024, il Trastevere conferma Franco Cioci in panchina. La squadra esordisce il 3 settembre in Coppa Italia battendo in rimonta la Romana per 4-2. Inserito nel girone G di Serie D, il Trastevere conquista due punti nelle prime cinque giornate di campionato e vince la prima partita il 15 ottobre, in casa contro la Boreale. Franco Cioci viene esonerato dopo la sconfitta in casa del Cassino del 12 novembre e sostituito da Mauro Venturi. Il nuovo allenatore esordisce il 15 novembre in Coppa Italia, contro la Cynthialbalonga, eliminato dalla competizione dopo i calci di rigore. Il 18 marzo, dopo la sconfitta contro la Romana, Mauro Venturi rassegna le dimissioni e viene sostituito in panchina da Armando Stirpe, allenatore dell'Under 17 del Trastevere. Il nuovo allenatore esordisce vincendo contro il Cassino e conquista sette punti in sette giornate. Il Trastevere conclude il campionato all'undicesimo posto con 38 punti.

### La stagione 2024-2025
Nella stagione 2024-2025 il Trastevere affida la panchina a Marco Bernardini , tecnico della Juniores U19 nella stagione precedente. Nell'organigramma dirigenziale, il direttore sportivo Flavio Betturri viene incaricato del ruolo di direttore generale mentre, al suo posto, la direzione sportiva viene assunta da Riccardo Solaroli . Il debutto in precampionato avviene il 6 agosto, al Trastevere Stadium, contro l'Equipe Lazio . Il debutto ufficiale stagionale avviene il 1 settembre in Coppa Italia Serie D, contro l'Atletico Lodigiani. Il cammino in coppa termina al primo turno mentre in campionato, la squadra esordisce con una vittoria per 3-0 contro il Cassino. Il Trastevere termina la stagione al nono posto con 44 punti, frutto di 12 vittorie, 8 pareggi e 14 sconfitte, con 52 gol segnati e 55 subiti. Daniele Crescenzo e Davide Lorusso chiudono la classifica marcatori al secondo posto con 17 reti, alle spalle di Aimone Calì .

## Colori e simboli

### Colori
Il Trastevere ha come colori sociali l'amaranto e il bianco; l'attuale seconda maglia è tipicamente bianca, con scritte amaranto. Invece, dalla fondazione fino al 1946, i colori della compagine erano il rosso e il nero.

### Simboli ufficiali

#### Stemma
Lo stemma adottato dal club dopo la rifondazione del 2012 è una testa di leone, a richiamo dello storico simbolo del Rione di Trastevere, una testa di leone d'oro in campo rosso, appunto, le cui origini, sebbene non documentate sono abbastanza certe. Lo studioso romano Giuseppe Baracconi, ricorda che dal 1100 al 1414 un leone venne sempre custodito in una gabbia posta ai piedi del colle fatale del Campidoglio. Dopo che, nel 1414, un ragazzo che si avvicinò troppo alla fiera, ne fu sbranato, si decise di sopprimerla.
Il felino fu donato però al capo del rione Ripa (nel quale a suo tempo ricadeva anche Trastevere) che la seppellì in un suo orto al di là del Tevere. Da quel momento quella sepoltura divenne un punto di riferimento e di orgoglio popolare. Così, quando nel Settecento venne effettuata la ripartizione moderna dei rioni storici – con la separazione dal Rione Ripa – Trastevere scelse come proprio stemma il caput leonis.

## Strutture

### Stadio
Lo stadio del Trastevere è il Trastevere Stadium (già stadio Vittorio Bachelet) sito al centro di Roma, all'interno dello storico parco cittadino di Villa Doria Pamphilj, in cui, secondo la tradizione si tenne la prima partita di calcio a Roma nel 1892. Il principe Alfonso Doria Pamphilj infatti, permise ad un gruppo di seminaristi, il Venerabile Collegio Inglese, che già praticava il football, ancora sconosciuto a Roma, di allenarsi e giocare nella sua villa. La capienza omologata dell'attuale impianto è temporaneamente di 1.200 spettatori. Il 18 novembre 2023 è stata inaugurata da Carlo Verdone una composizione architettonica marmorea che racconta la storia del Trastevere calcio, realizzata dallo scultore Alessandro Virgulti.

## Società

### Organigramma societario
- Pier Luigi Betturri - Presidente
- Bruno D'Alessio - Vicepresidente
- Flavio Maria Betturri - Direttore generale
- Riccardo Solaroli - Direttore sportivo
- Gabriele Fiorelli - Vice direttore generale, responsabile comunicazione e ufficio legale
- Alessio Mursia - Responsabile settore giovanile
- Claudio Scifoni - Responsabile scuola calcio
- Pietro Laurenza - Team manager
- Antonio Tumminaro - Responsabile della segreteria prima squadra e settore giovanile
- Matteo Ferri  - Addetto stampa
- Massimo Romani - General Manager
- Claudio Ciferri - Responsabile calcio femminile
- Gabriele Gargano - Capo staff eSports

### Sponsor
| Cronologia degli sponsor tecnici - 2012-2014 ... - 2014-2015 Onze - 2015-2021 Joma - 2021- Erreà | Cronologia degli sponsor ufficiali - 2012-2015 Ristorante Carlo Menta - 2015-2016 Visita Trastevere, La Grande Bellezza, Bernabei, Ristorante Carlo Menta - 2016-2022 Comunità di Sant'Egidio - 2022-2023 Limitless - 2023-2024 Fitec - 2024-2025 Sportuno |

### Sezione femminile
Il Trastevere calcio ha un'antica tradizione anche di calcio femminile. Nel 1971 la F.F.I.G.C. romana organizza il secondo campionato femminile di Serie A, cui il Trastevere già partecipa dalla prima edizione (1970) in un girone unico che inizia il 18 aprile di quell'anno. Vi partecipano inoltre la Roma, la Lubiam Lazio, la Juventus, il Bologna, l'Audax, il Messina ed altre squadre. Il campionato si concluse il 14 novembre 1971 con la vittoria delle ragazze del Trastevere per 3-0 sull'Audax. Sulla storia di quel periodo, nell'ottobre 2024 è stato pubblicato il libro "Donne al comando" di Pier Luigi Betturri. Nella stagione 2019-2020, il Trastevere inizia una nuova avventura con il calcio a 11 Femminile, partecipando al girone A del campionato regionale di Eccellenza, classificandosi al quarto posto.
Nella stagione 2020-2021 vince il campionato di Eccellenza femminile Lazio battendo per 3-0 la Lazio presso il campo Roma conquistando così il diritto di disputare il campionato di serie C nazionale.
Nella stagione 2021-2022 il Trastevere femminile approda in serie C, girone C con Aprilia, Apulia Trani, Catania, Chieti, Crotone, E.Coscarello Castrolibero, Fesca Bari, Formello, Independent, Lecce Women, Match Point Matera, Grifone Gialloverde, Res Women, Roma XIV, con avvio dei campionati il 10 ottobre 2021. La formazione amaranto chiude la sua prima stagione nella categoria al terzo posto con 61 punti, dietro Apulia Trani e Chieti, con la miglior difesa del girone (19 gol subiti). Nella Coppa Italia Serie C, il Trastevere femminile supera la fase a gironi a punteggio pieno, davanti a Rever Roma, Aprilia e Roma Decimoquarto Successivamente elimina l'Atletico Oristano negli ottavi di finale e il Crotone ai quarti, per poi arrendersi al Vicenza nella semifinale (successo per 2-1 delle venete al Trastevere Stadium, pareggio per 1-1 nel match di ritorno)
Nella stagione 2022-2023 il Trastevere femminile chiude al secondo posto nel girone C alle spalle della Res Roma con 76 punti (terzo punteggio più alto dell'intera categoria) e mantenendo l'imbattibilità stagionale al Trastevere Stadium. In Coppa Italia Serie C il cammino si interrompe agli ottavi di finale: dopo aver vinto il girone con Grifone Gialloverde, Frosinone e Roma CF, le amaranto perdono la prima gara ad eliminazione diretta contro la Res Roma.
Nella stagione 2023-24 il Trastevere femminile chiude al terzo posto nel girone C con 67 punti, alle spalle di Vis Mediterranea e Frosinone. La formazione amaranto conclude il campionato con 110 gol all'attivo, miglior attacco della categoria. Il 21 aprile 2024, in occasione della partita contro la Vis Mediterranea, l'attaccante Eleonora Serao segna per la decima gara consecutiva, superando il record assoluto per la società che apparteneva a Fabrizio Roberti, nella stagione di Eccellenza 2014-15. In Coppa Italia la squadra di Claudio Ciferri non riesce a superare la prima fase: inserito nel Raggruppamento 5, il Trastevere perde 2-1 in casa del Frosinone e batte 3-0 il Grifone nella seconda partita, chiudendo il girone al secondo posto alle spalle della formazione ciociara.
Nella stagione 2024-25 il Trastevere femminile chiude al primo posto nel girone C con 70 punti e conquista la prima promozione in Serie B della sua storia. La formazione amaranto conclude il campionato con 104 gol segnati e 16 subiti, Eleonora Serao vince la classifica delle marcatrici del girone C con 28 reti. Il 1 giugno 2025, allo Sport Village "Tommaso Natale" di Palermo, la formazione di Claudio Ciferri batte 5-0 il Palermo Women grazie alla tripletta di tripletta di Giada Tarantino e alla doppietta di Sophia Pamela Rubano e si laurea campione del girone C con tre punti di vantaggio su Frosinone e Roma Calcio Femminile. In Coppa Italia, il Trastevere supera il Grifone Gialloverde nel primo turno e la Gelbison negli ottavi di finale, perdendo contro il Palermo Women nei quarti di finale. 
Dal 2016, il Trastevere calcio femminile ha anche una squadra femminile di calcio a 5 che milita attualmente nella Serie C Lazio. La prima stagione disputata fu quella 2017-2018, poi, nel campionato 2018-2019 la squadra raggiunge i play-off e disputa la fase finale per la conquista della Coppa provinciale, perdendo la semifinale contro il Viterbo.
Il 6 giugno 2019 presso il Trastevere Stadium si è svolto lo storico avvenimento della partita amichevole di calcio femminile Trastevere-Città del Vaticano; di fatto la prima "trasferta internazionale" per la formazione d'Oltretevere.
Al termine della stagione 2024-2025 conquista la sua prima promozione in Serie B.

### Sezione Calcio a 5 maschile
Il Trastevere calcio a 5 maschile milita nel campionato regionale di Serie C1 (girone B) della regione Lazio dopo la vittoria nel campionato di Serie D 2019-2020 e la promozione nel campionato di Serie C2 nella stagione 2021-22, sempre sotto la guida dell'attuale allenatore Valerio Pascoli.
Nella stagione 2022-23, il Trastevere viene inserito nel Girone B della Serie C1. Gli amaranto concludono la stagione regolare al dodicesimo posto con 25 punti. La formazione di Pascoli conquista la salvezza nei play out, battendo per 6-2 in trasferta il CCCP 1987.

### eSport
A partire dalla stagione 2020-21, il Trastevere è attivo anche negli eSports. La squadra amaranto, capitanata da Gabriele Gargano, si è laureata campione della eSerieD 2020-21 superando il Città di Varese per 3-1 nella finale disputata a Gallipoli. Nella stagione 2021/22 la formazione trasteverina chiude al terzo posto la regular season ma manca l'accesso alla fase finale del campionato, sconfitta per 2-0 dal Vesta nei playoff. Nella eCUP GTZ il cammino si interrompe agli ottavi di finale, con la sconfitta ai calci di rigore per mano dell'Hellas Verona.
A partire dalla stagione 2021-22, il Trastevere partecipa anche alla eFemminile con la player Giulia Ratto. La stagione regolare vede il Trastevere vincere il girone A con 28 punti in 10 partite, qualificandosi per le finali di Roma in programma il 25 e 26 giugno.
Nella stagione 2022-23 il Trastevere si qualifica alla Gaming Week di L'Aquila, in programma dal 28 giugno al 1 luglio allo Stadio Gran Sasso d'Italia, sia per la Final Eight della eCup che per la Final Four della eFemminile. La squadra femminile si laurea Campione d'Italia per la prima volta nella storia, vincendo 6-2 la finale contro Cagliari. La squadra del capitano Gabriele Gargano ha vinto la eCup superando in finale l'Asti con il punteggio di 1-0.

## Allenatori e presidenti
| Allenatori - 1928-1933 G. Santarelli - 1933-1935 Ciriaci - 1935-1937 De Santis - 1937-1939 Inches - 1939-1940 M. Troiani - 1940-1941 G. Cappella - 1941-1945 Ancherani - 1944-1945 M. Troiani - 1945-1946 Mattioli - 1946-1948 F. Bernardini - 1948-1950 Piselli - 1950-1951 Sili - 1951-1955 Gemma - 1955-1957 Annarumi - 1957-1958 Del Moro - 1958-1959 Dagianti - 1959-1960 Serantoni - 1960-1964 Donati - Marini - 1964-1968 A. Trillò - 1968-1969 Di Meo - 1969-1970 Paterman - Di Meo - 1970-1971 Ceresi - 1972-2012 ... - 2012-2013 Gabriele Gori - 2013-2014 ... - 2014-2017 Sergio Pirozzi - 2017-2018 Aldo Gardini Mauro Mazza - 2018-2020 Fabrizio Perrotti - 2020-2021 Sergio Pirozzi - 2021-2022 Mauro Mazza - 2022-2023 Franco Cioci - 2023-2024 Franco Cioci (fino al 12 novembre 2023) Mauro Venturi (dal 15 novembre 2023 al 18 marzo 2024) Armando Stirpe (dal 18 marzo 2024) - 2024-2025 Marco Bernardini | Presidenti - 1909-1927 ... - 1927-1928 G. Raparelli e U. Ferri - 1928-1930 G. Raparelli ( G. Jorio Presidente onorario) - 1930-1931 U. Ferri (Presidente onorario) - 1931-1934 G. Bassi e R. Barisonzo - 1934-1935 U. Cattarini - 1935-1939 A. Ercoli - 1939-1944 A. Alimenti - 1944-1945 E. Ercoli - 1945-1946 G. Ferretti - 1946-1948 D. Sili, Marcellini e Antonini - 1948-1951 P. Mattioli - 1951-1952 D. Sili - 1952-1954 D. Sili e P. Mattioli - 1954-1968 D. Sili - 1968-1980 A. Ventura - 1980-1984 F. Poise - 1984-1989 E. Casarelli, E. De Propis e Mancini - 1989-2002 D. Fiocchi - 2012- Pier Luigi Betturri |

## Calciatori

### Hall of Fame
Il seguente è l'elenco dei giocatori facenti parte della Hall of Fame:
- Giorgio Barsanti (1945-1946)
- Fulvio Bernardini (1947-1948)
- Renato Cameracanna (1927-1942)
- Renato Cappellini (1944-1945)
- Gianfranco Dell'Innocenti (1946-1947)
- Aldo Donati (1943-1945, 1957-1958, 1960)
- Paolo Jacobini (1937-1938)
- Archimede Nardi (1944-1945)
- Francesco Totti (1985-1986)
- Armando Trillò (1944-1945)
- Giuseppe Viani (1945)
- Stefano Spinella (1988-1989)
- 🇮🇹 Marco Meogrossi (2012-2013)
- 🇮🇹 Daniele Di Maggio (2012-2013)
- 🇮🇹 Mirko De Giovanni (2012-2013)

## Palmarès

### Competizioni regionali
- Eccellenza: 1

2014-2015 (girone B)
- Prima Categoria: 1

1984-1985 (girone B)
- Seconda Categoria: 1

1972-1973 (girone F)
- Terza Categoria: 1

1979-1980 (girone F)
- Campionato italiano di terza divisione: 1

1927-1928

## Statistiche e record

### Partecipazione ai campionati
| Livello | Categoria              | Partecipazioni | Debutto   | Ultima stagione | Totale |
| ------- | ---------------------- | -------------- | --------- | --------------- | ------ |
| 3º      | Campionato Meridionale | 1              | 1928-1929 | 1928-1929       | 2      |
| 3º      | Serie C                | 1              | 1945-1946 | 1945-1946       | 2      |
| 4º      | Serie D                | 10             | 2015-2016 | 2024-2025       | 10     |

### Partecipazione alle coppe
| Competizione         | Partecipazioni | Debutto   | Ultima stagione | Totale |
| -------------------- | -------------- | --------- | --------------- | ------ |
| Coppa Italia         | 2              | 2020-2021 | 2020-2021       | 2      |
| Coppa Italia Serie D | 7              | 2015-2016 | 2023-2024       | 7      |